# Asplenium kiangsuense
Asplenium kiangsuense là một loài thực vật có mạch trong họ Aspleniaceae. Loài này được Ching & Y.X. Jin miêu tả khoa học đầu tiên năm 1977.